# Amatrice
Amatrice – miejscowość i gmina we Włoszech, w regionie Lacjum, w prowincji Rieti.

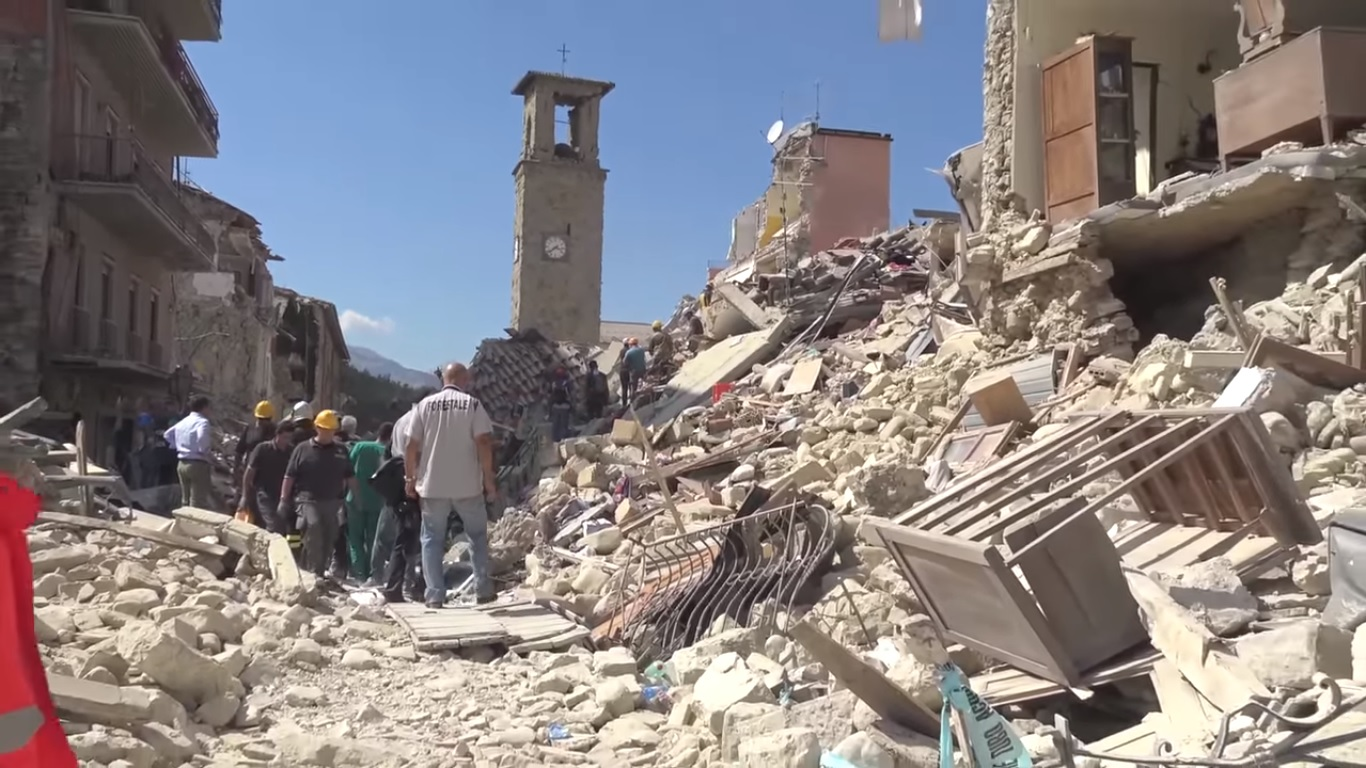
Amatrice po trzęsieniu ziemi w 2016

Według danych na rok 2004 gminę zamieszkiwały 2803 osoby, 16,1 os./km².
24 sierpnia 2016 o godzinie 3:36 nad ranem nastąpiło trzęsienie ziemi o sile 6.2 st. w skali Richtera, w wyniku którego miejscowość została niemalże całkowicie zniszczona. Obecnie zabytkowa część miasta jest w rozbiórce.